# 应为民
应为民（1972年—），现任华为无线网络研发总裁。
1995 年，应为民从清华大学工程物理系毕业后，前往中国科学院通信工程。在硕士毕业后，其前往初创的华为进行任职。2005 年，随着华为在3G市场崭露头角，应为民被选任负责管理初创的通讯部门。